# Embangweni United Football Club
Embangweni United Football Club é um clube de futebol de Embangweni, Mzimba, no Malawi. Disputou a Super League do Malawi pela última vez na temporada 2011/12.

## História
Embangweni competiu na Super League durante a temporada 2011/2012, entretanto, ao final da temporada, a equipe foi rebaixada para a segunda divisão após sofrer uma derrota por 5 a 0 diante do Moyale, ocupando a última posição na tabela.
Nos anos de 2022 e  2023, o clube participou da fase preliminar da Copa do Malawi.

## Estádio
O Laudani Primary School Ground (campo da Escola Primária de Laudani, em português), em Embangweni, Mzimba, é utilizado para partidas de futebol. Segundo o team manager do Embangweni United, Cleanwell Munthali, o clube obtém recursos financeiros através do futebol, com uma média de K100.000 por partida, variando conforme a popularidade das equipes.